# Françoise Merle
Françoise Merle, née le 13 juin 1946 à Oran, en Algérie, est un auteur metteur en scène de théâtre, dramaturge, comédienne (Théâtre du Soleil, Théâtre du Campagnol, Cie La Fille Perdue) et formatrice d'acteurs. Spécialiste du clown et jeu masqué.
Formée par Tania Balachova, Bernard Dort, Richard Monod.
Elle a aussi éxercé le métier de professeur de français en banlieue parisienne, au Lycée Chaptal, dans les quartiers Nord de Marseille. Elle a toujours associé le théâtre à son enseignement.

## Biographie
Françoise Merle a reçu l’enseignement de Tania Balachova, Richard Monod, Bernard Dort, Serge Reggiani (en chant), Antoine Bourseiller, Augusto Boal, Jerzy Grotowski et Ludwik Flaszen. Elle a été comédienne au Théâtre du Soleil, dirigé par Ariane Mnouchkine en 1967 et 1968 et au Théâtre du Campagnol sous la direction de Jean-Claude Penchenat en 1978. Elle a créé sa compagnie de théâtre avec la collaboration de Richard Monod, en 1984. Elle  a développé une méthode de formation de l'acteur fondée sur le jeu masqué.

## Formatrice d'acteurs
Françoise Merle a enseigné l'art de l'acteur dans les écoles et institutions suivantes :
École nationale supérieure des arts et techniques du théâtre, de 1980 à 1985
- École supérieure des arts appliqués (École Duperré)
- Centre dramatique national d’Angers AFDAS
- CDN Angers Stage national Education Nationale et Culture Enseignants et intervenants artistiques Vinaver et le rituel de la classe
- Université d’été Les Prémontrés
- Hivernales d’Avignon
- Institut supérieur d’art dramatique  (ISADAC[1]) de Rabat, au Maroc
- École du théâtre national de Bretagne (Rennes)
- Théâtre du Peuple, à Bussang (Vosges)
- Cours Florent
- Université d'Aix-Marseille
- École régionale d'Acteurs de Cannes (Alpes-Maritimes) Concours sortie : 11 élèves, 11 bourses attribuées
- Pôle universitaire Léonard-de-Vinci Nanterre UV Connaissance de soi

Elle a dirigé des stages pour les étudiants en études théâtrales de l'université de Metz et de l'université de Lyon 2.
En 1995, Françoise Merle a dirigé les scènes pour le concours de sortie des élèves de troisième année à l'École régionale d’acteurs de Cannes (ERAC).
Elle a également dirigé plusieurs stages conventionnés AFDAS.
Spécialiste du clown, elle a dirigé de très nombreux stages de clown et de masque neutre au théâtre de la Tempête et au théâtre du Chaudron, à la Cartoucherie de Vincennes.
Elle compte parmi ses anciens élèves Muriel Mayette, François Morel, Marie-Armelle Deguy, Laurence Masliah, Frédérique Loliée, Jean-Jacques Levessier, Julien Boisselier, Christophe Garcia, Hervé Jouval, Ludovic Le Paich, Aurélien Recoing, Dominique Bluzet, Olivier Rabourdin, Pierre Guillois, etc.

## Metteur en scène
- 1983-85 : L’École des mères de Marivaux, Les Bouffes du Nord, La Resserre de la Cité Universitaire
- 1984 : Letters home, d'après Sylvia Plath, adaptation Rose Leiman Goldenberg, Petit Théâtre de Paris, Théâtre Gérard-Philipe, Tournée Théâtre Actuel / Avec Delphine Seyrig et Coralie Seyrig. Cette pièce a été captée par Chantal Akerman, ce qui a donné lieu à un film.
- 1986-87 : Aglavaine et Sélysette[2] de Maurice Maeterlinck, Salle Paul Fort à Nantes, Nouveau théâtre d'Angers (Centre Dramatique National) et Théâtre de l'Athénée-Louis-Jouvet
- 1987-88	: Sganarelle : Le Cocu Imaginaire et Le Mariage Forcé  de Molière, Théâtre des Arts de Cergy Pontoise et tournée en France
- 1988 : Isabelle Eberhardt, d'après les écrits d'Isabelle Eberhardt, Théâtre de l'Athénée-Louis-Jouvet
- 1989 : Variations Eberhardt, d'après les écrits d'Isabelle Eberhardt, Théâtre des Arts, Cergy Pontoise
- 1991 : Miquette et sa mère de Robert de Flers et Gaston Arman de Caillavet, Théâtre de Paris
- 1993 : Quelques Récits d’Antocha Tchékhonté, d’après les nouvelles d'Anton Tchekhov, Théâtre de  l’Usine, Éragny sur Oise
- 1997 : Ivanov de Tchekhov, Naxos Bobine, Paris
- 2000 : Rêve en Raté, création de Françoise Merle, Cinévox, au Festival d'Avignon off

## Travaux d’essai et de recherche
- 1982 : Opus Trac, création de Françoise Merle, Studios d’Ivry / Avec Muriel Mayette, François Morel, Marina Rodriguez Tomé
- 1996-97 : Débâcle, création avec le Trio Octavio (Clown), Festival d'Avignon off
- 1999 : Petites Esquisses pour faire sourire Florence Rey de Françoise Merle, Les Rencontres de la Cartoucherie
- 2009 : Méli-Mélo pour le MAC/VAL, Lecture jouée d’un florilège de textes édités par le Mac/Val (auteurs : Marie Desplechin, Fred Poulet, Chloé Delaume, etc.
- 2012: Mise en scène de la lecture de sa pièce Monsieur Lendemain ne chante plus avec l'association Rue du Conservatoire
- 2013 : Dialogue de cirque en forme de crise de Françoise Merle, Naxos Bobine, Paris

## Comédienne
- 1964 : Électre de Jean Giraudoux, mise en scène de Richard Monod, Théâtre Universitaire de Nice. Rôle : Agathe Théocatocles
- 1964-65 : La Double Inconstance de Marivaux, mise en scène de Richard Monod, Théâtre Universitaire de Nice. Rôle : Silvia
- 1965-66 : Les Trois Sœurs d’Anton Tchekhov, mise en scène de Richard Monod, Théâtre Universitaire de Nice. Rôle : Anfissa
- 1967-68 : Théâtre du Soleil sous la direction d’Ariane Mnouchkine, Mai 68 : Cabarets chant et clown dans les lycées et usines en grève
- 1978-79 : Théâtre de L’Opprimé sous la direction d’Augusto Boal. Atelier Théâtre forum
- 1979 : David Copperfield d’après Charles Dickens, mise en scène de Jean-Claude Penchenat, Théâtre du Campagnol, la Cartoucherie, Théâtre du Soleil. Rôles : Martha Endell / Miss Mowcher, la naine
- 1979 : L’Épreuve de Marivaux, mise en scène de Marie-France Duverger, La Resserre, Cité Universitaire. Rôle : Angélique
- 1983-84 : L’École des mères de Marivaux, mise en scène de Françoise Merle. Rôle : Madame Argante
- 1987-88 : Sganarelle : le Cocu imaginaire" et Le Mariage forcé de Molière, mise en scène de Françoise Merle. Rôle : La suivante, l’Égyptienne
- 1991 : Miquette et sa mère de Robert de Flers et Gaston Arman de Caillavet, mise en scène de Françoise Merle. Rôle : Madame Grandier
- 1992-95 : Estelle de Françoise Merle, mise en scène de Mario Gonzalez, Iddac Aquitaine, tournée en milieu rural, tournée AFAA au Maroc et en Algérie, Théâtre Marie Stuart, Cinévox et Théâtre des Sources au Festival d’Avignon off. Rôle : Estelle
- 1993 : Quelques Récits d’Antocha Tchékhonté, d’après les nouvelles d'Anton Tchekhov, mise en scène de Françoise Merle. Rôle : Zinaïda Savichna
- 2008 : Une Conférence Imaginaire. Performance solo au MAC/VAL
- 2013 : Elle a par ailleurs participé, en tant qu'actrice, aux films d'Antoine Galey et Mathias Ledoux, de Marie Pialat, d'Ariane Mnouchkine (Molière ou la vie d’un honnête homme), de Colin Ledoux et Marin Rosensthiel et de Clémence Veilhan.
- 2023 Mamie Blast "Journal à la con" BLAST Chaîne d'infos indépendante dirigée par Denis Robert, journaliste d'investigation

## Auteur et traductrice

### Auteur
1991-95 : Estelle 1,2,3 (trois monologues dramatiques), 204 représentations en France et à l’étranger
2002 : Bauxite (roman), éditions Gallimard, coll. La Série Noire
2012 : Monsieur Lendemain ne chante plus (pièce de théâtre), lecture jouée au Théâtre de la Guillotine (Montreuil) dans le cadre des « Lectures Vagabondes » labellisées par l'association « La Rue du Conservatoire »
2013 : Dialogue de cirque en forme de crise (pièce de théâtre), drame de clowns, création à Naxos Bobine, Spectacle labellisé par l'association « La Rue du Conservatoire »

### Traduction Série Noire Gallimard
De l’américain 
2001 : Comme un Trou dans la Tête
De l'anglais
2002 : Lettre de l’Enfer  d'Andy Forest, éditions Gallimard, La Noire
De l’allemand 
2003 : Coups doubles  d'Horst Eckert, éditions Gallimard, Série Noire
De l'espagnol (avec Alain Hocquenghem)
2004 : Une place en enfer de Victor Luis Gonzalez, éditions Gallimard, Série Noire